# 현대 제네시스
현대 제네시스(Hyundai Genesis)는 현대자동차의 프리미엄 준대형 세단이다. 차명으로 사용된 '제네시스'는 영어로 기원, 창세기라는 뜻이다. 프리미엄 세단의 출발점으로서, 프리미엄 세단의 새로운 장을 열어가겠다는 의미를 담고 있다.

## 출시 전

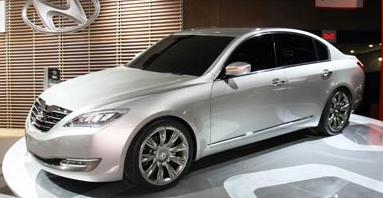
현대 제네시스 컨셉트카 정측면

제네시스는 2003년부터 BH라는 프로젝트명으로 개발에 착수되어 2008년에 출시되었다.
과거 미쓰비시 자동차 공업과의 공동 개발로 출시된 1세대 그랜저, 2세대 그랜저와 이를 바탕으로 한 다이너스티, 1세대 에쿠스 등과 달리 제네시스는 그랜저 XG, TG에 이어 현대자동차가 독자 개발한 고급 승용차 모델이다. 과거 1, 2세대 그랜저, 1세대 에쿠스 등이 사실상 미쓰비시가 개발한 차량이기에 현대자동차의 이름으로 수출할 수 없었지만, 현대가 독자 개발한 그랜저 XG, TG와 마찬가지로 제네시스도 미국을 비롯한 해외에도 수출되고 있다. 당초 렉서스나 인피니티처럼 고급 브랜드를 런칭하여 내놓는 방안도 검토되었으나, 초기 투자비가 많이 들어가는 점 등을 고려하여 현대자동차의 차종으로 선보였다. 그러나 2015년 11월 4일에 별도의 고급 브랜드로 런칭되었다. 2007년 4월에 개최된 뉴욕 국제 오토쇼에 컨셉트 카가 출품되기에 앞서 이미지로 먼저 공개되었다.
그리고 제네시스가 현대자동차 다이너스티의 빈 자리를 체운것은 맞지만 대신 실질적인 후속 차량은 아니다.

## 1세대(BH)

### 제네시스 (GENESIS) (2008년1월~2011년3월)

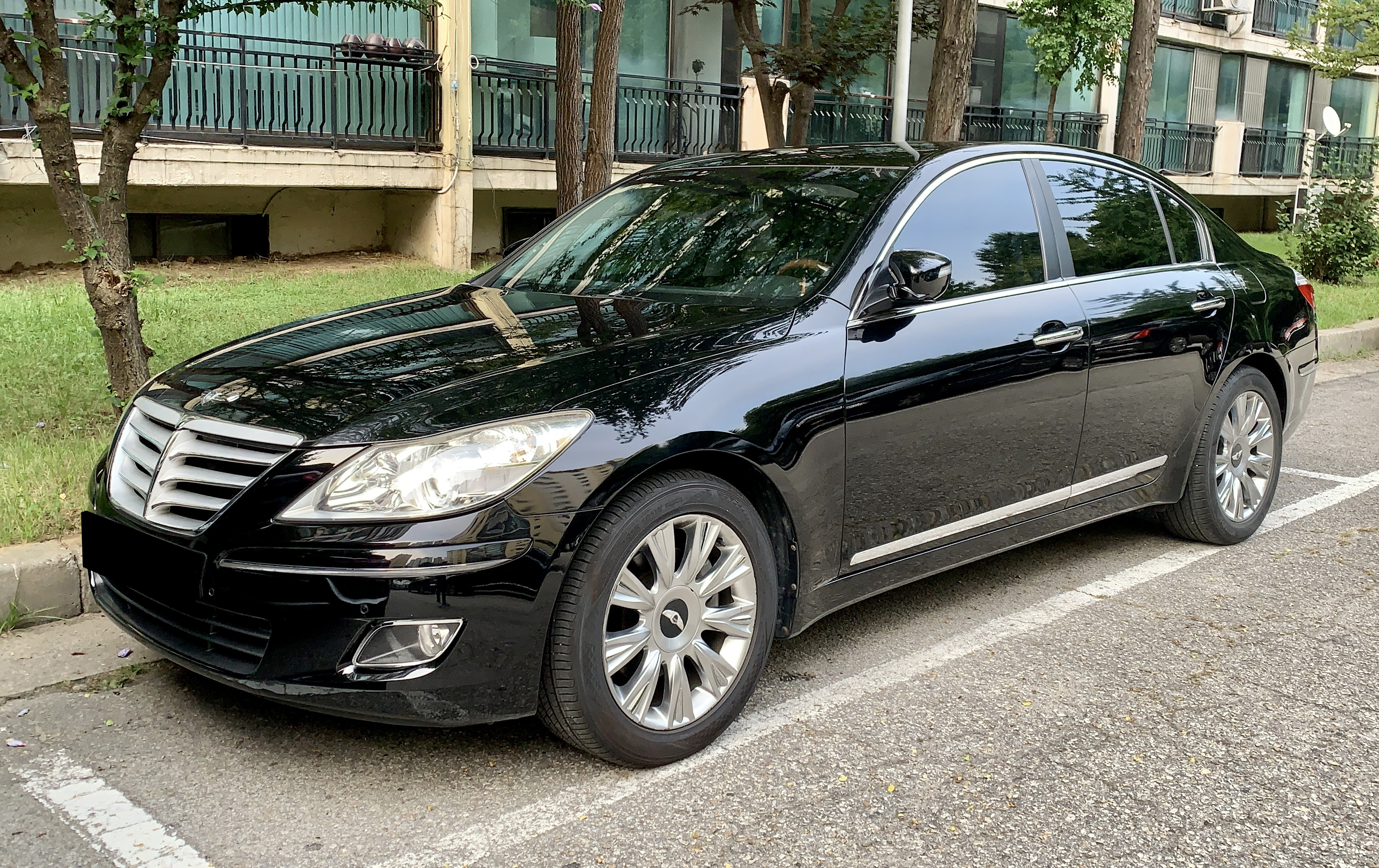
현대 제네시스 정측면

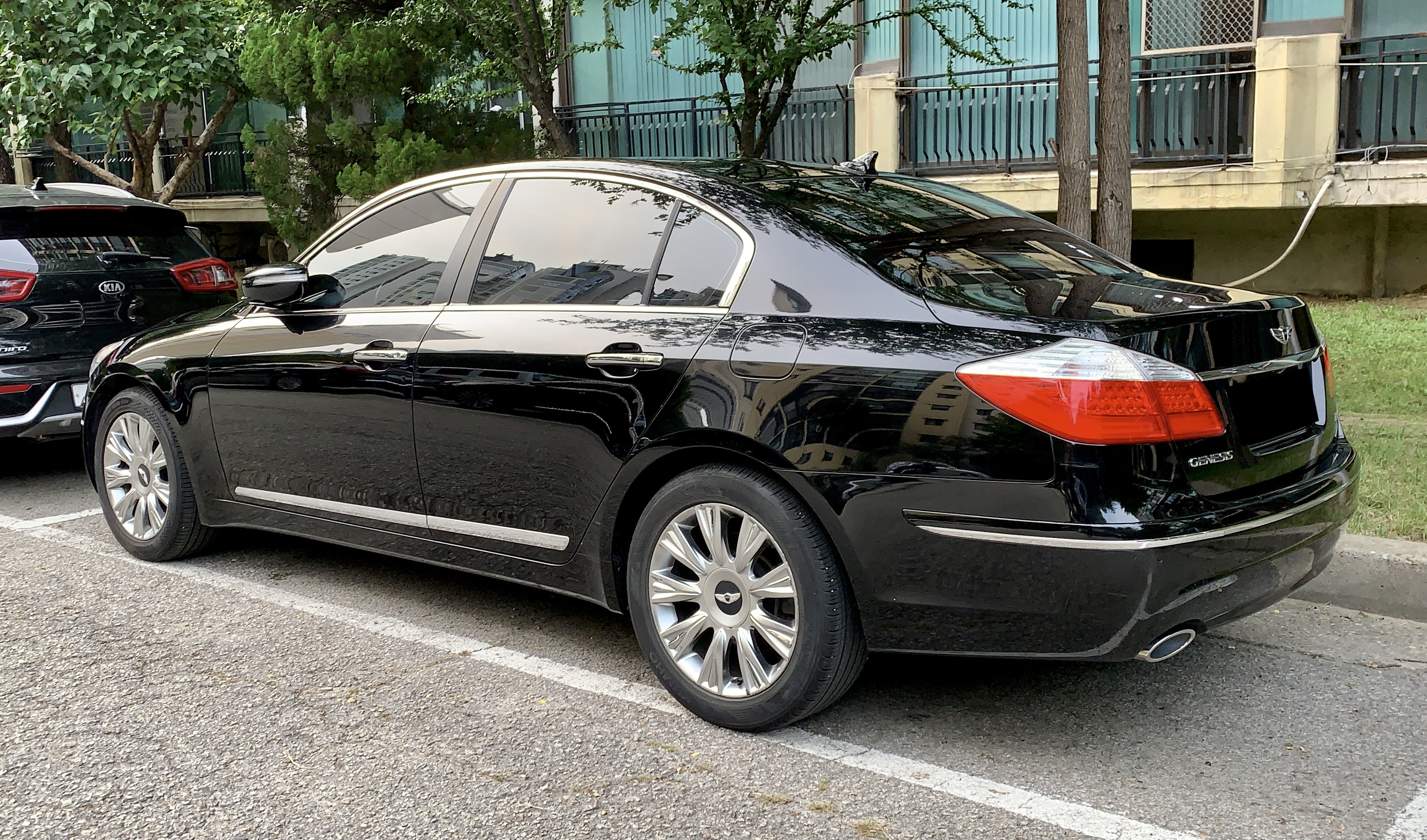
현대 제네시스 후측면

2008년 1월 8일에 선보였다. 2008년 1월에 개최된 북미 국제 오토쇼에 북미 사양 양산형이 출품되었고, 같은 해 12월 27일부터 판매가 시작된 중국에서는 로헨스라는 차명으로 선보였다. 엔진은 3.3L V6 람다 MPI 엔진과 3.8L V6 람다 MPI 엔진, 수출용에만 적용된 4.6L V8 타우 MPI 엔진이 있다. 여기에 3.3L V6 람다 MPI 엔진과 3.8L V6 람다 MPI 엔진에는 아이신의 6단 자동변속기, 4.6L V8 타우 MPI 엔진에는 ZF의 6단 자동변속기를 조합한다. 제네시스의 후륜구동 플랫폼은 제네시스 쿠페, 2세대 에쿠스와 공유한다. 2009년 1월에 개최된 북미 국제 오토쇼에서 국내 자동차 최초로 북미 올해의 차에 선정되었다. 2010년 7월에 개봉된 영화 인셉션에서 레오나르도 디카프리오가 몰던 차로 등장하기도 하였다.

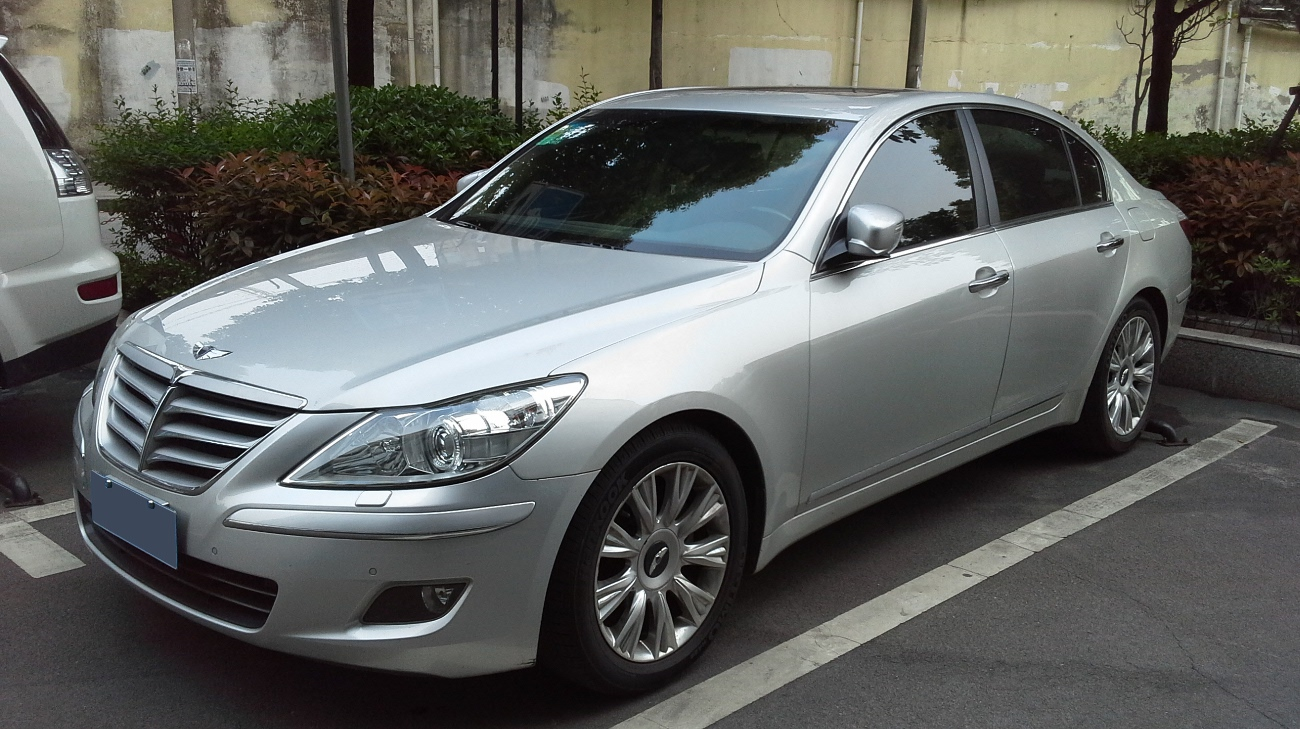
베이징현대 로헨스 정측면
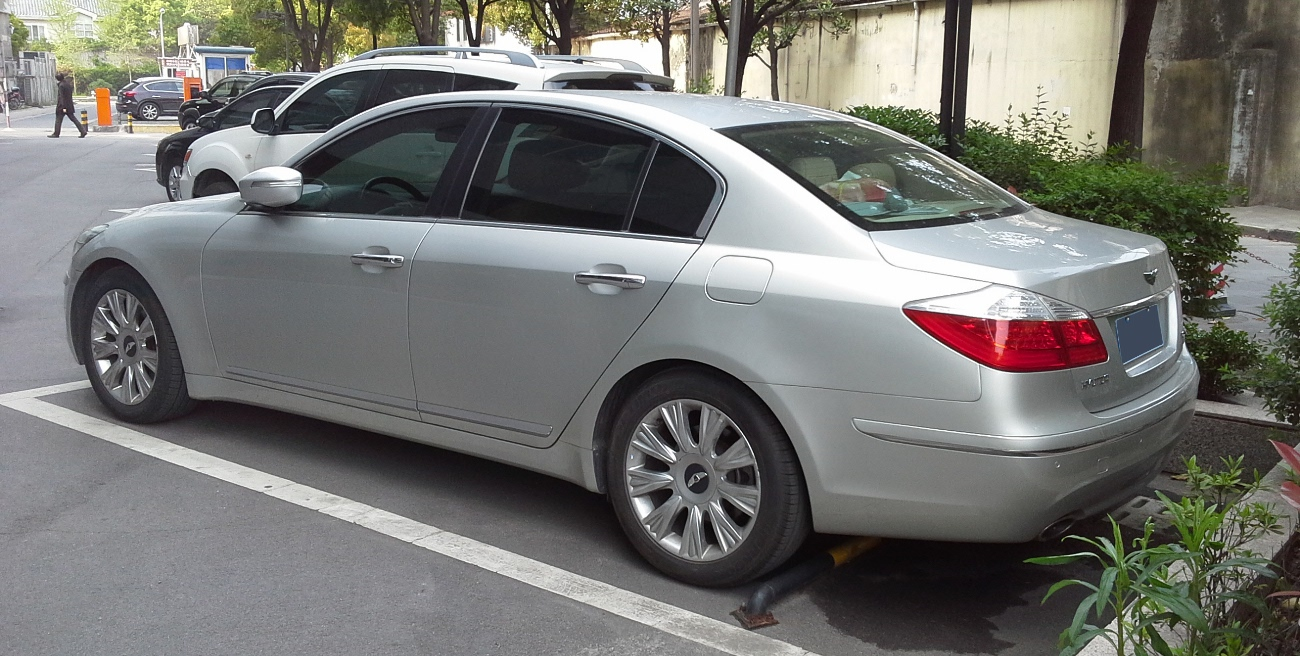
베이징현대 로헨스 후측면

#### 제원
| 구분                 | 제네시스 BH330 3.3L V6 람다 MPI (2008년~2011년) | 제네시스 BH380 3.8L V6 람다 MPI (2008년~2011년) | 제네시스 BH330 3.3L V6 람다 GDI (2011년~2013년)                               | 제네시스 다이나믹 에디션 BH330 3.3L V6 람다 GDI (2013년~2013년) | 제네시스 BH380 3.8L V6 람다 GDI (2011년~2013년)                               | 제네시스 다이나믹 에디션 BH380 3.8L V6 람다 GDI (2013년~2013년) |
| -------------------- | ----------------------------------------------- | ----------------------------------------------- | ----------------------------------------------------------------------------- | --------------------------------------------------------------- | ----------------------------------------------------------------------------- | --------------------------------------------------------------- |
| 전장 (mm)            | 4,975                                           | 4,975                                           | 4,985                                                                         | 4,985                                                           | 4,985                                                                         | 4,985                                                           |
| 전폭 (mm)            | 1,890                                           | 1,890                                           | 1,890                                                                         | 1,890                                                           | 1,890                                                                         | 1,890                                                           |
| 전고 (mm)            | 1,480                                           | 1,480                                           | 1,480                                                                         | 1,480                                                           | 1,480                                                                         | 1,480                                                           |
| 축거 (mm)            | 2,935                                           | 2,935                                           | 2,935                                                                         | 2,935                                                           | 2,935                                                                         | 2,935                                                           |
| 윤거 (전, mm)        | 1,619                                           | 1,604                                           | 1,619                                                                         | 1,619                                                           | 1,604                                                                         | 1,604                                                           |
| 윤거 (후, mm)        | 1,635                                           | 1,620                                           | 1,635                                                                         | 1,635                                                           | 1,621                                                                         | 1,621                                                           |
| 승차 정원            | 5명                                             | 5명                                             | 5명                                                                           | 5명                                                             | 5명                                                                           | 5명                                                             |
| 변속기               | 자동 6단                                        | 자동 6단                                        | 자동 8단                                                                      | 자동 8단                                                        | 자동 8단                                                                      | 자동 8단                                                        |
| 서스펜션 (전/후)     | 멀티 링크/멀티 링크                             | 멀티 링크/멀티 링크                             | 멀티 링크/멀티 링크                                                           | 멀티 링크/멀티 링크                                             | 멀티 링크/멀티 링크                                                           | 멀티 링크/멀티 링크                                             |
| 구동 형식            | 후륜구동                                        | 후륜구동                                        | 후륜구동                                                                      | 후륜구동                                                        | 후륜구동                                                                      | 후륜구동                                                        |
| 엔진 형식            | G6DB                                            | G6DA                                            | G6DH                                                                          | G6DH                                                            | G6DJ                                                                          | G6DJ                                                            |
| 연료                 | 가솔린                                          | 가솔린                                          | 가솔린                                                                        | 가솔린                                                          | 가솔린                                                                        | 가솔린                                                          |
| 배기량 (cc)          | 3,342                                           | 3,778                                           | 3,342                                                                         | 3,342                                                           | 3,778                                                                         | 3,778                                                           |
| 최고 출력 (ps/rpm)   | 262/6,200                                       | 290/6,200                                       | 300/6,400                                                                     | 300/6,400                                                       | 334/6,400                                                                     | 334/6,400                                                       |
| 최대 토크 (kg*m/rpm) | 32.2/4,500                                      | 36.5/4,500                                      | 35.5/5,200                                                                    | 35.5/5,200                                                      | 40.3/5,100                                                                    | 40.3/5,100                                                      |
| 연료 탱크 용량 (L)   | 73                                              | 73                                              | 73                                                                            | 73                                                              | 73                                                                            | 73                                                              |
| 요소수 탱크 용량 (L) | -                                               | -                                               | -                                                                             | -                                                               | -                                                                             | -                                                               |
| 공차 중량 (kg)       | 1,715                                           | 1,737                                           | 1,750                                                                         | 1,750                                                           | 1,795                                                                         | 1,795                                                           |
| 연비 (km/L)          | 10.0                                            | 9.6                                             | 10.6 (이후 도심 8.4/고속 11.7/복합 9.6, 도심 8.0/고속 12.5/복합 9.6으로 변경) | 도심 7.9/고속 12.3/복합 9.4                                     | 10.2 (이후 도심 8.1/고속 11.4/복합 9.3, 도심 7.8/고속 12.1/복합 9.3으로 변경) | 도심 7.8/고속 12.1/복합 9.3                                     |
| Co2 배출량 (g/km)    | 233                                             | 244                                             | 221 (이후 184, 186으로 변경)                                                  | 190                                                             | 229 (이후 191, 192로 변경)                                                    | 192                                                             |

### 제네시스 다이나믹 에디션 (GENESIS DYNAMIC EDITION) (2011년3월~2013년10월)

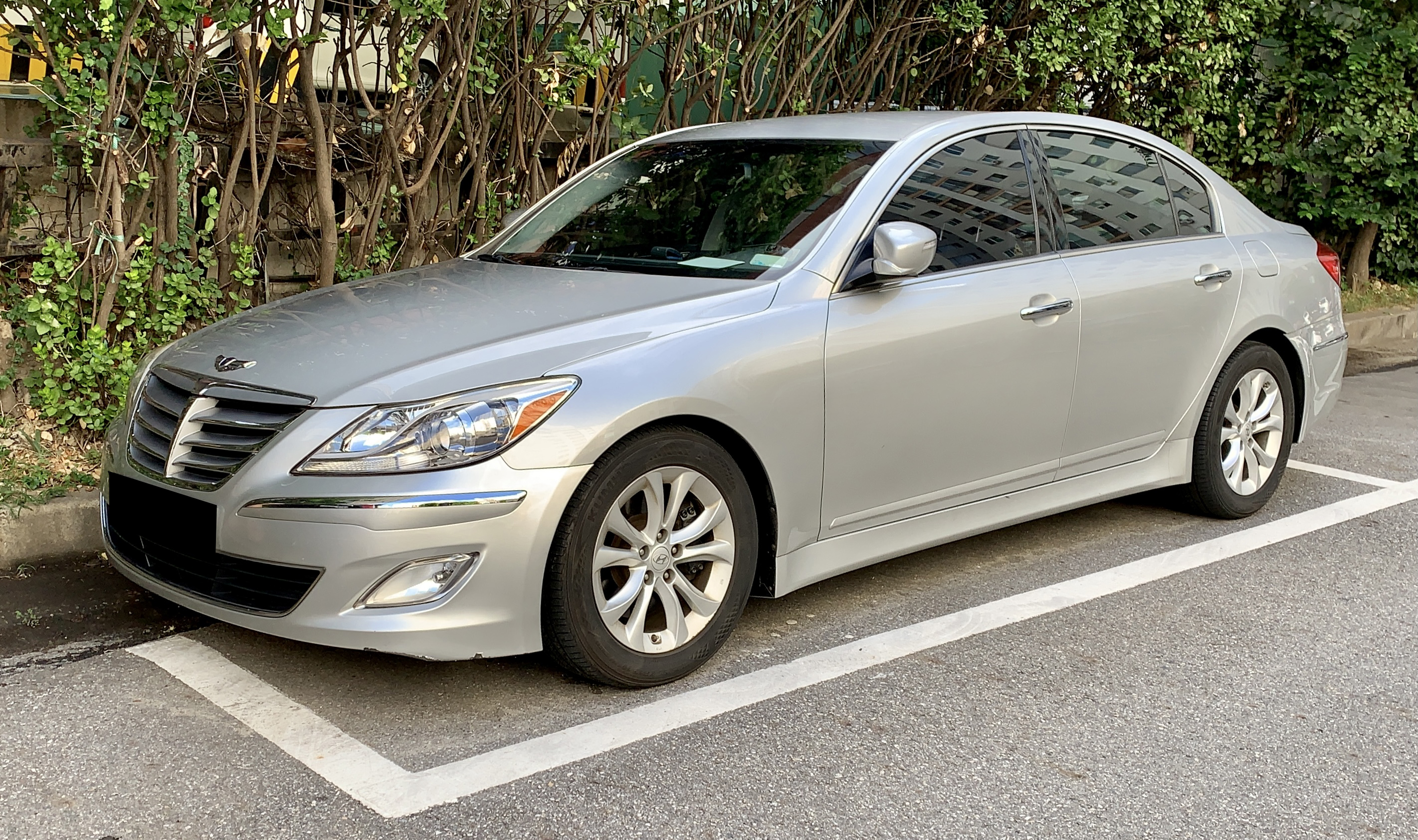
현대 제네시스 다이나믹 에디션 정측면

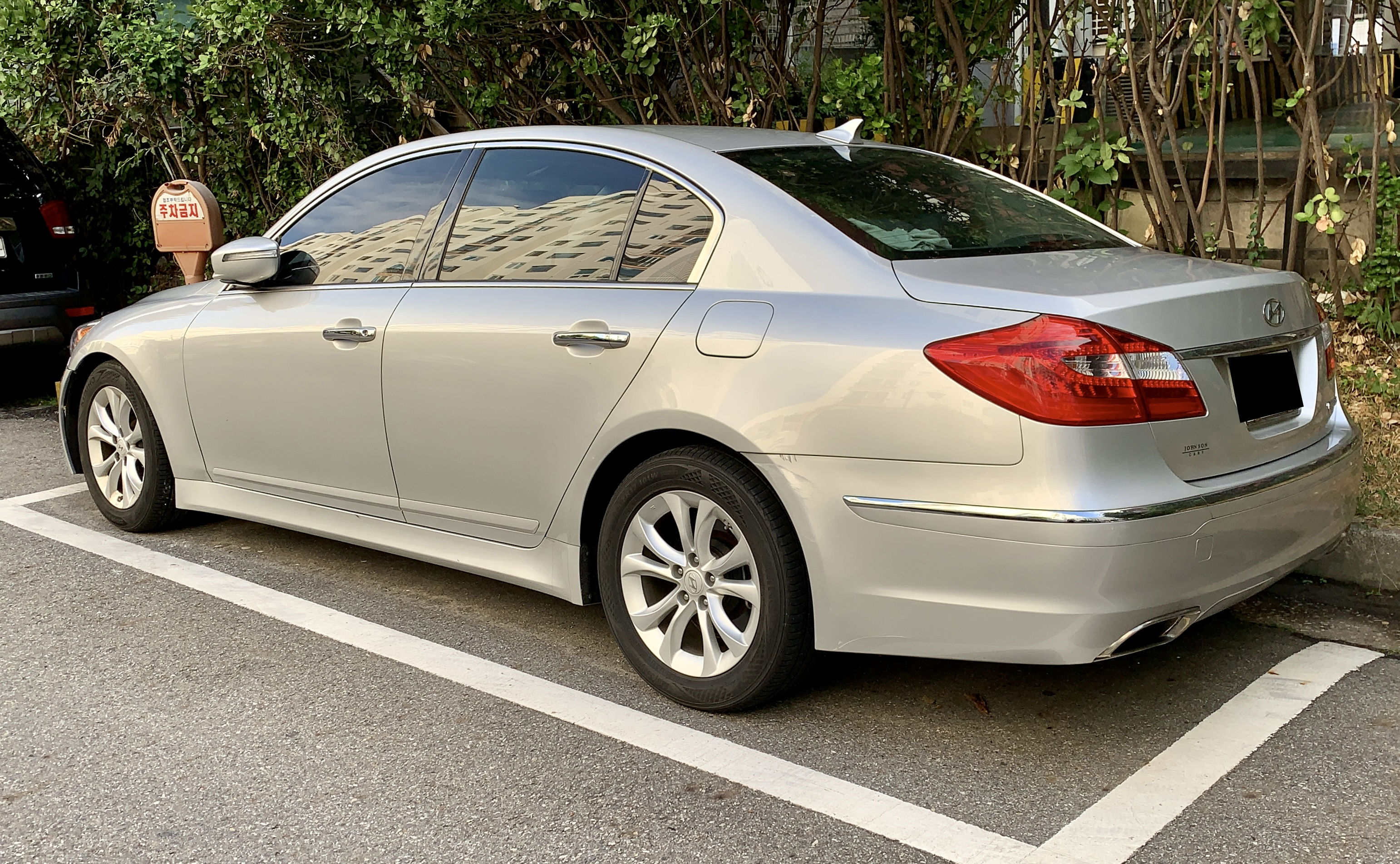
현대 제네시스 다이나믹 에디션 후측면

2011년 3월 7일에 기존의 3.3L V6 람다 MPI 엔진과 3.8L V6 람다 MPI 엔진을 대체하는 3.3L V6 람다 GDI 엔진과 3.8L V6 람다 GDI 엔진이 장착되고, 자체 개발한 8단 자동변속기가 기존의 6단 자동변속기를 대체한 2012년형이 선보였다. 이 외에도 2012년형은 풀 어댑티브 LED 헤드 램프와 LED 간접 광원이 내장된 리어 램프, 범퍼 일체형 듀얼 머플러가 신규 적용되었다. 2012년 6월 4일에 출시된 2013년형은 인텔리전트 내비게이션, 후방 카메라, 버튼 시동&스마트 키 시스템, 전·후방 주차 보조 시스템 등이 기본 적용되었고, 블루링크 서비스, 렉시콘 프리미엄 사운드 시스템, 주차 가이드 시스템 등 다양한 기능들이 합쳐져 기존 대비 성능이 크게 향상된 DIS Ⅱ 내비게이션이 신규 적용되었다. 2013년 2월 3일에는 주행감과 핸들링, 제동력 등을 보강하고, 대형 디스크 브레이크, 고성능 캘리퍼, 19인치 휠 및 컨티넨탈 타이어 등이 적용된 다이나믹 에디션이 선보였다. 같은 해 5월 12일에는 다이나믹 에디션에 다크 크롬 라디에이터 그릴과 엠블렘, 블랙 베젤 헤드 램프, 헤드 라이닝과 필라부에 알칸타라 스웨이드가 적용된 다이나믹 에디션 더 블랙이 추가되었다.

### 제네시스 프라다 (GENESIS PRADA) (2011년5월~2013년11월)

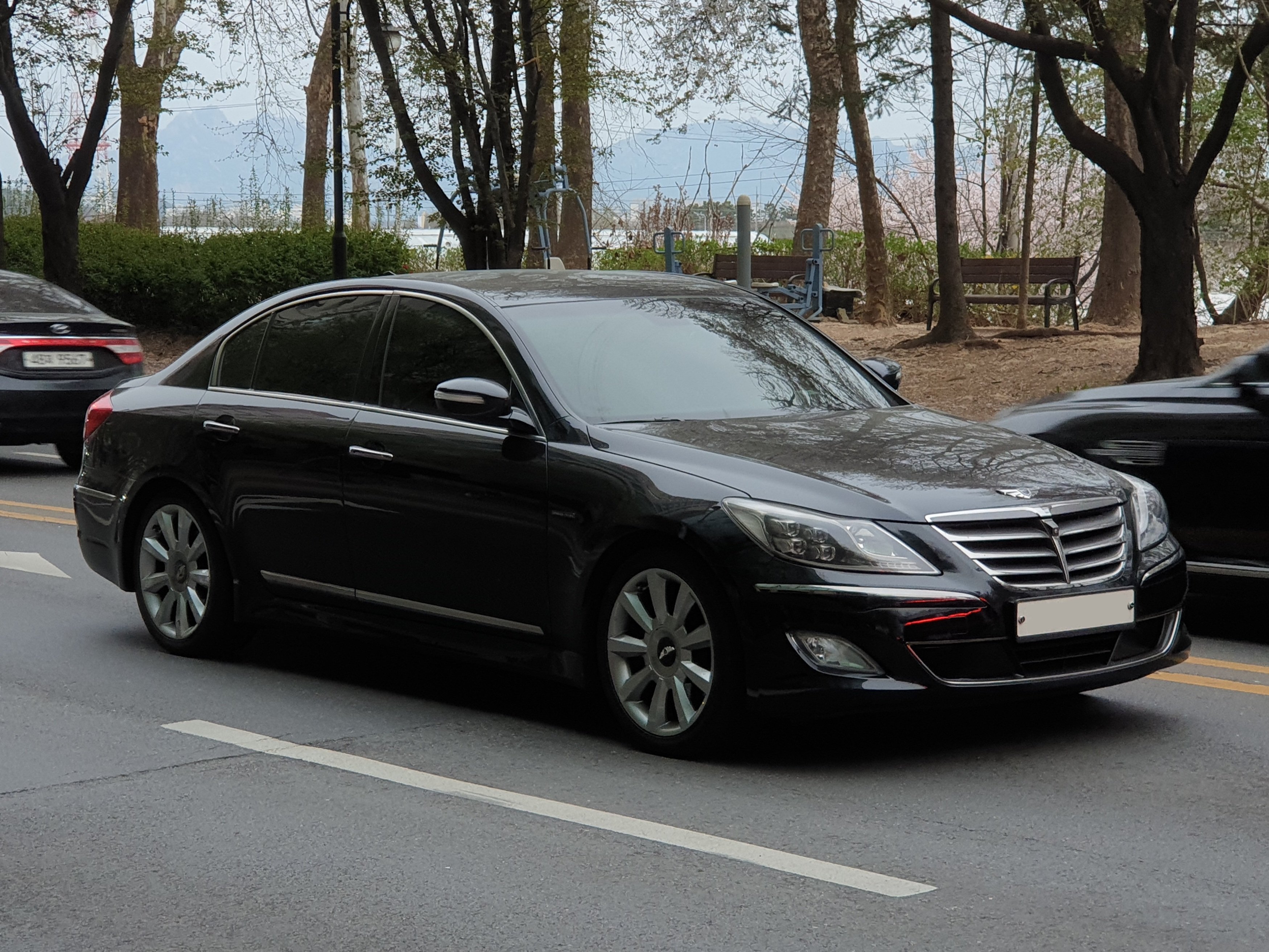
현대 제네시스 프라다 정측면

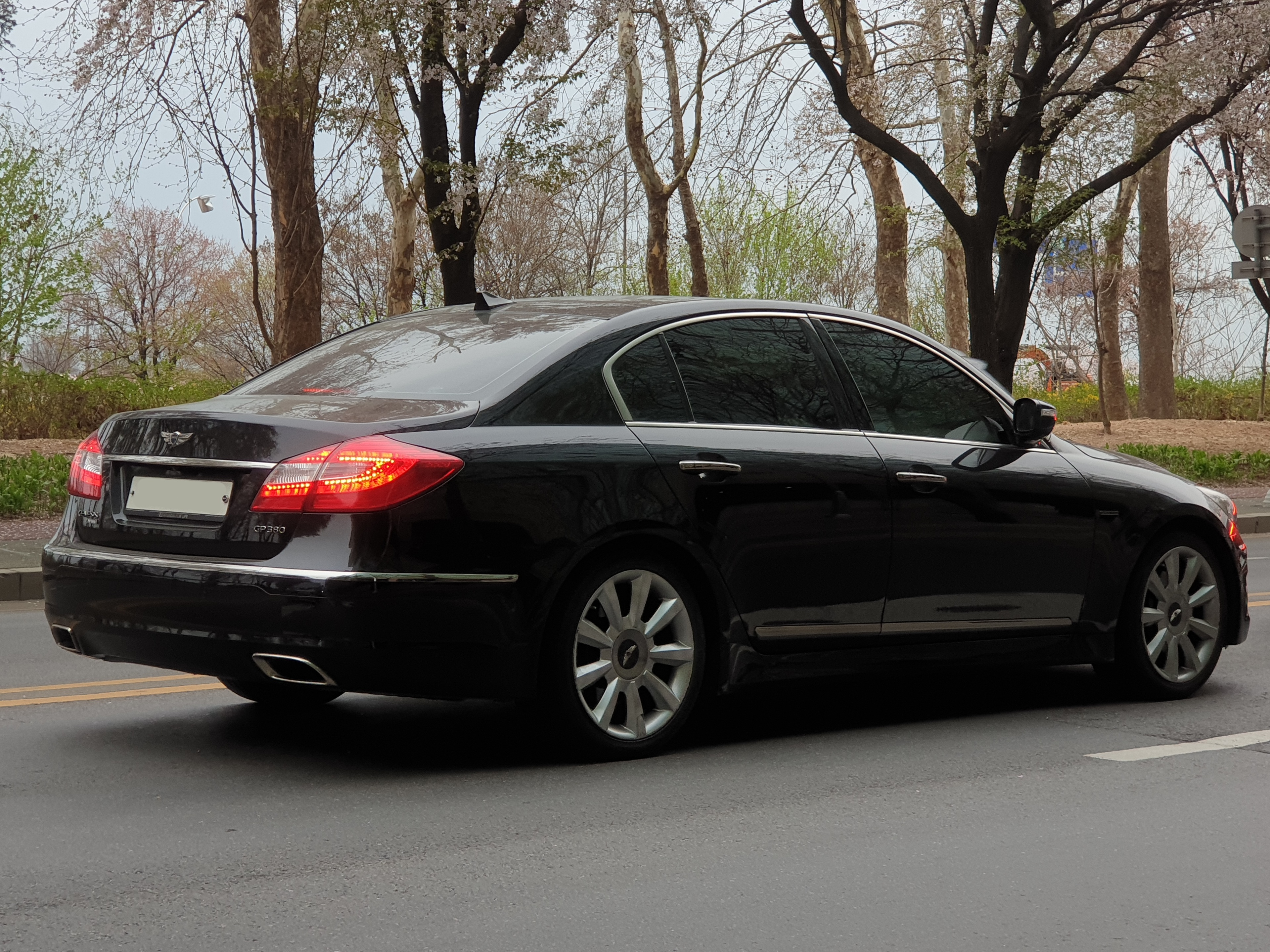
현대 제네시스 프라다 후측면

2008년 11월에 현대자동차는 제네시스 스페셜 에디션 3대를 프라다와 공동 개발한다고 밝혔고, 2009년 3월에 이미지가 처음 공개되었다. 같은 해 4월에 개최된 서울 모터쇼에서 처음 공개되었으며, 소비자들의 반응이 좋아 양산하기로 결정되었다. 양산 개발 과정을 거쳐 2011년 5월 17일에 출시되었다. 제네시스 프라다는 옥탄가가 높은 고급유에 맞춰 세팅된 5.0L V8 타우 GDI 엔진이 장착되었으며, 대한민국에서는 2011년과 2012년에 각 600대씩 총 1,200대만 한정 판매되었다. 2012년 9월 24일에는 5.0L V8 타우 GDI 엔진만 장착되던 제네시스 프라다에 3.8L V6 람다 GDI 엔진도 추가되었다.

#### 제원
| 전장 (mm)            | 4,985                                                                   | 4,985                                         |   |   |   |   |   |   |   |
| 전폭 (mm)            | 1,890                                                                   | 1,890                                         |   |   |   |   |   |   |   |
| 전고 (mm)            | 1,485                                                                   | 1,485                                         |   |   |   |   |   |   |   |
| 축거 (mm)            | 2,935                                                                   | 2,935                                         |   |   |   |   |   |   |   |
| 윤거 (전, mm)        | 1,604                                                                   | 1,604                                         |   |   |   |   |   |   |   |
| 윤거 (후, mm)        | 1,620                                                                   | 1,620                                         |   |   |   |   |   |   |   |
| 승차 정원            | 5명                                                                     | 5명                                           |   |   |   |   |   |   |   |
| 변속기               | 자동 8단                                                                | 자동 8단                                      |   |   |   |   |   |   |   |
| 서스펜션 (전/후)     | 멀티 링크/멀티 링크                                                     | 멀티 링크/멀티 링크                           |   |   |   |   |   |   |   |
| 구동 형식            | 후륜 구동                                                               | 후륜 구동                                     |   |   |   |   |   |   |   |
| 엔진 형식            | G6DJ                                                                    | G8BE                                          |   |   |   |   |   |   |   |
| 연료                 | 가솔린                                                                  | 가솔린                                        |   |   |   |   |   |   |   |
| 배기량 (cc)          | 3,778                                                                   | 5,038                                         |   |   |   |   |   |   |   |
| 최고 출력 (ps/rpm)   | 334/6,400                                                               | 430/6,400(프리미엄 연료)                      |   |   |   |   |   |   |   |
| 최대 토크 (kg*m/rpm) | 40.3/5,100                                                              | 52.0/5,000(프리미엄 연료)                     |   |   |   |   |   |   |   |
| 연료 탱크 용량 (L)   | 73                                                                      | 77                                            |   |   |   |   |   |   |   |
| 요소수 탱크 용량 (L) | -                                                                       | -                                             | - | - | - | - | - | - | - |
| 공차 중량 (kg)       | 1,795                                                                   | 1,870                                         |   |   |   |   |   |   |   |
| 연비 (km/L)          | 도심 8.1/고속 11.4/복합 9.3 (이후 도심 7.8/고속 12.1/복합 9.3으로 변경) | 9.0 (이후 도심 7.2/고속 10.0/복합 8.2로 변경) |   |   |   |   |   |   |   |
| Co2 배출량 (g/km)    | 191 (이후 192로 변경)                                                   | 259 (이후 218로 변경)                         |   |   |   |   |   |   |   |

## 2세대(DH)

### 제네시스 (GENESIS) (2013년11월~2016년7월)

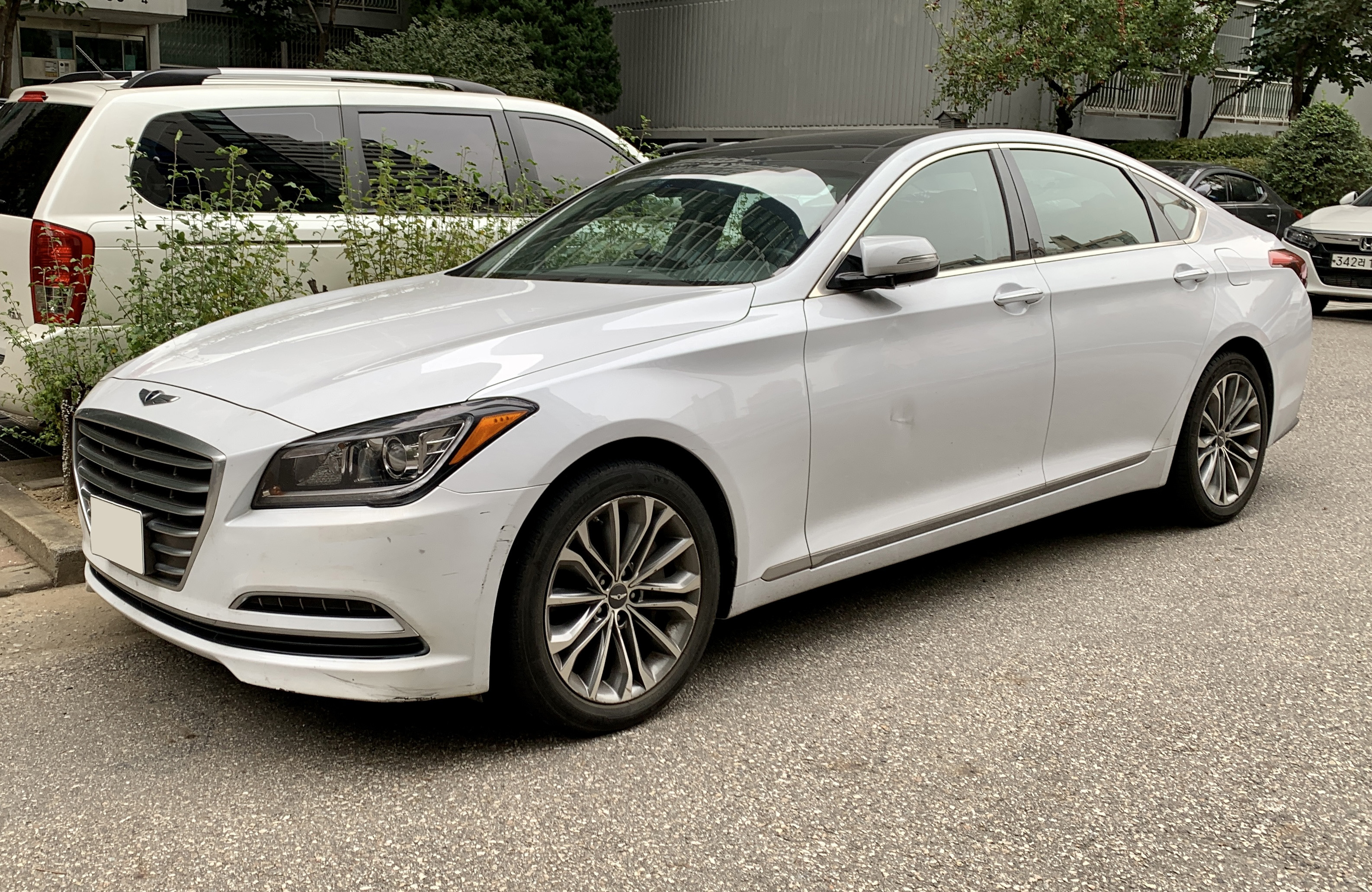
현대 제네시스 정측면

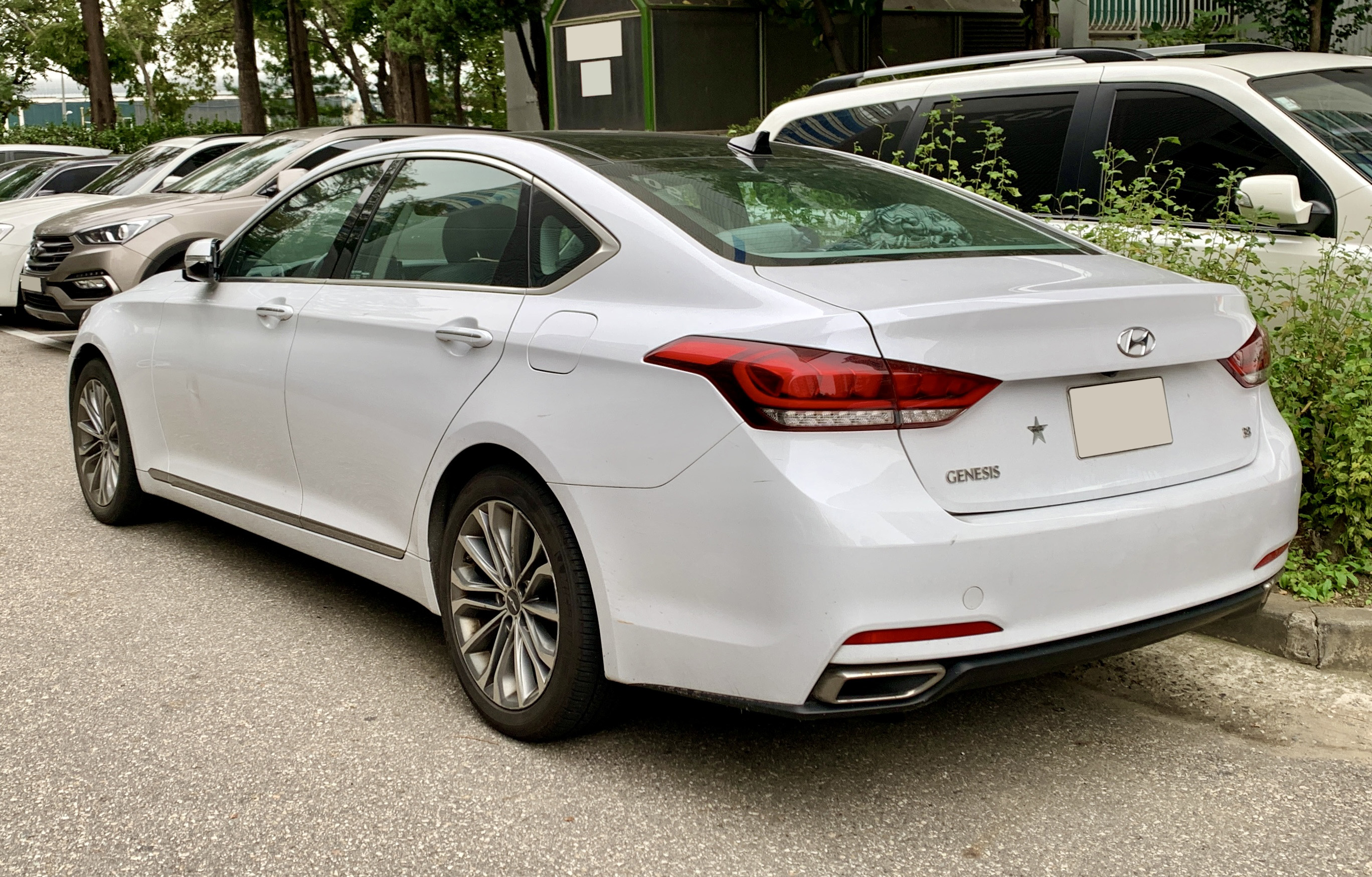
현대 제네시스 후측면

2013년 11월 26일에 선보였다. 현대자동차의 디자인 철학인 플루이딕 스컬프처를 개선한 플루이딕 스컬프처 2.0이 적용되어 헥사고날 라디에이터 그릴을 비롯하여 정제됨과 간결함과 조화된 디자인을 구현하였다. 2013년 1월에 개최된 북미 국제 오토쇼에서 선보인 컨셉트 카 HCD-14의 디자인 요소를 가져와 양산형으로 다듬어졌으며, 축거는 75mm가 늘어나 역동적인 느낌을 더하였다. H 트랙으로 명명된 4륜구동(상시) 시스템이 자사의 승용차 중 최초로 적용되어 모든 트림에서 선택할 수 있게 하였고, 휴먼 머신 인터페이스 원칙에 따라 설계되어 운전자가 기능을 직관적으로 인식할 수 있도록 하였다.
유럽 명차의 본거지인 독일의 뉘르부르크링 서킷에서 철저한 주행 성능 검증을 통하여 완성도를 높였다. 초고장력 강판의 적용 비율이 51.5%까지 늘어났고, 차체 구조용 접착제 적용 부위를 123m로 확대되었다. 이 외에도 선행 차량의 급제동 위험을 종합적으로 판단하여 긴급 상황 시 차량을 비상 제동하는 자동 긴급 제동 시스템과 보행자 충돌 시 후드를 들어올려 보행자의 머리의 상해 위험을 감소시키는 액티브 후드 등도 적용되어 안전성을 향상시켰다. 파워 트레인은 기존과 같으나, 최고 출력을 줄이는 대신에 실용 영역에서의 성능을 강화시켰다. 북아메리카 판매 사양에는 V8 5.0L 타우 GDI 가솔린 엔진도 장착되었다.
2014년 5월에 미국의 고속도로 안전보험협회(IIHS)가 발표한 충돌 시험 결과에서 승용차로는 세계 최초로 29개 부문 전 항목 세부 평가에서 만점을 획득하여 최우수 등급인 탑 세이프티 픽 플러스(Top Safety Pick+)에 선정되었다. 같은 해 12월에는 대한민국의 국토교통부가 실시한 신차 안전도 평가에서 100점 만점에 96.6점으로 가장 높은 점수를 받았다. 2015년 3월 5일에는 어드밴스드 앞 좌석 에어백과 뒷 좌석 센터 헤드 레스트, 주행 조향 보조 시스템, 헤드 업 디스플레이의 수평 기울기 조절 기능 등이 신규 적용된 2015년형이 선보였다. 같은 해 11월 4일에는 제네시스 (자동차)라는 동명의 현대자동차의 고급 브랜드가 출범하였고, 2016년 7월 7일에 상품성이 강화된 2017년형이 선보임과 동시에 G80으로 차명이 변경되어 제네시스 (자동차) 브랜드로 편입되었다.

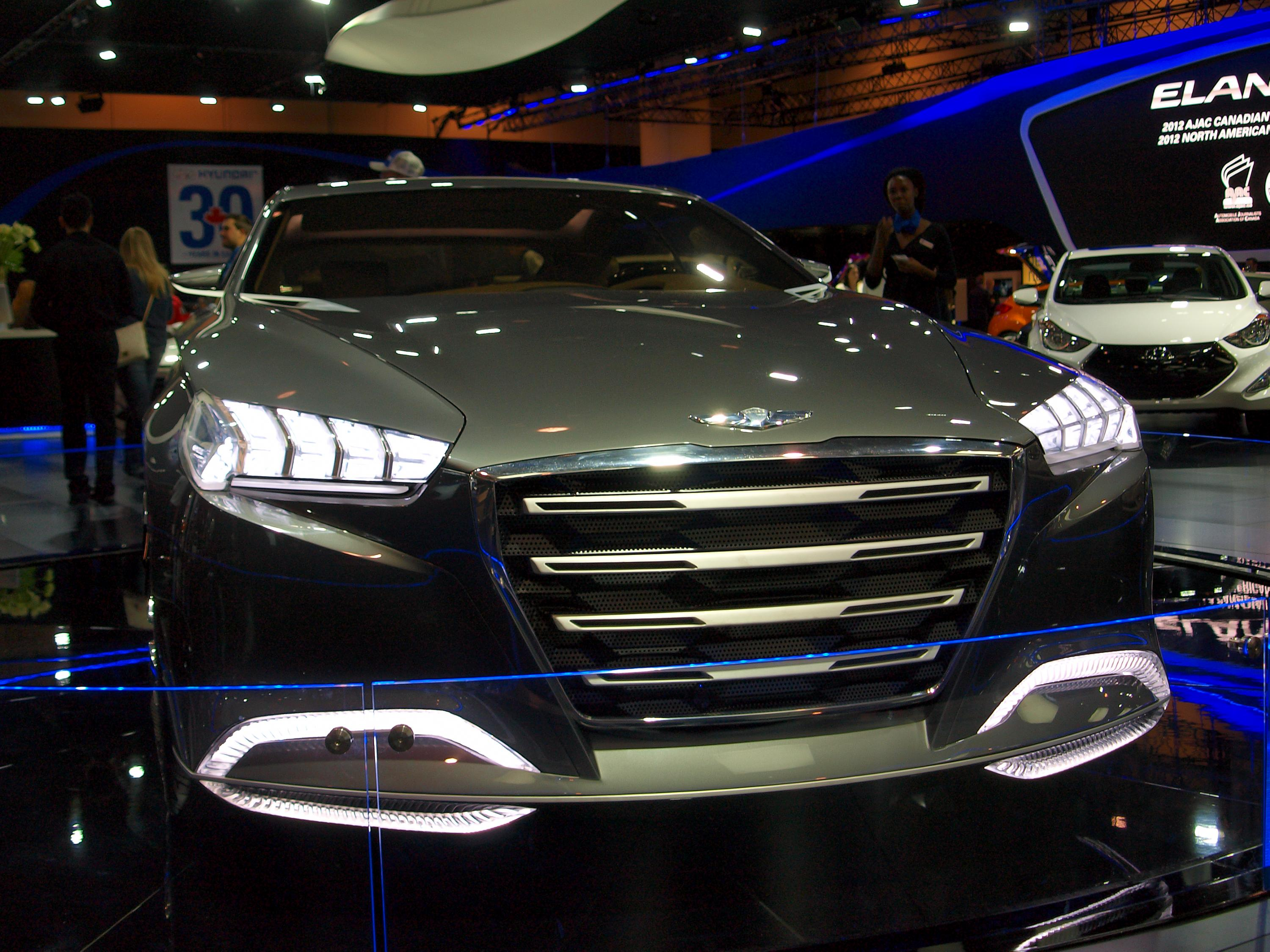
현대 HCD-14 컨셉트 카 정측면
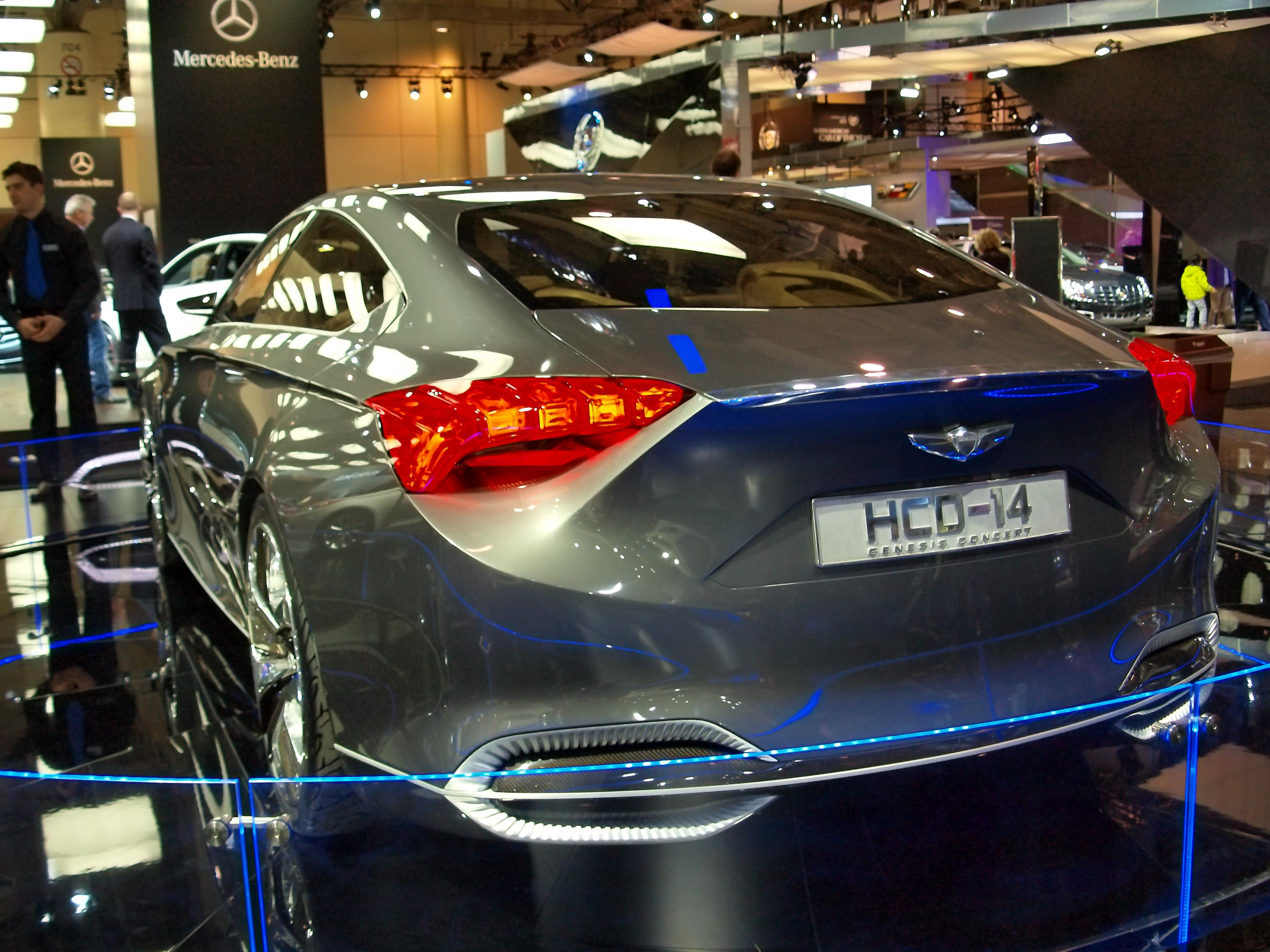
현대 HCD-14 컨셉트 카 후측면

#### 제원
| 구분                 | 제네시스 G330 3.3L V6 람다 GDI | 제네시스 G330 3.3L V6 람다 GDI (H 트랙)                                                                                            | 제네시스 G380 3.8L V6 람다 GDI | 제네시스 G380 3.8L V6 람다 GDI (H 트랙) |
| -------------------- | --- | --- | ------------------------------ | --------------------------------------- |
| 전장 (mm)            | 4,990 | 4,990 | 4,990                          | 4,990                                   |
| 전폭 (mm)            | 1,890 | 1,890 | 1,890                          | 1,890                                   |
| 전고 (mm)            | 1,480 | 1,480 | 1,480                          | 1,480                                   |
| 축거 (mm)            | 3,010 | 3,010 | 3,010                          | 3,010                                   |
| 윤거 (전, mm)        | 1,638(R17) 1,628(R18) 1,620(R19)                                                                                                   | 1,638(R17) 1,628(R18) 1,620(R19)                                                                                                   | 1,620(R19)                     | 1,620(R19)                              |
| 윤거 (후, mm)        | 1,669(R17) 1,659(R18) 1,633(R19)                                                                                                   | 1,669(R17) 1,659(R18) 1,633(R19)                                                                                                   | 1,633(R19)                     | 1,633(R19)                              |
| 승차 정원            | 5명 | 5명 | 5명                            | 5명                                     |
| 변속기               | 자동 8단 | 자동 8단 | 자동 8단                       | 자동 8단                                |
| 서스펜션 (전/후)     | 멀티 링크/멀티 링크 | 멀티 링크/멀티 링크 | 멀티 링크/멀티 링크            | 멀티 링크/멀티 링크                     |
| 구동 형식            | 후륜 구동 | 4륜 구동 | 후륜 구동                      | 4륜 구동                                |
| 엔진 형식            | G6DH | G6DH | G6DJ                           | G6DJ                                    |
| 연료                 | 가솔린 | 가솔린 | 가솔린                         | 가솔린                                  |
| 배기량 (cc)          | 3,342 | 3,342 | 3,778                          | 3,778                                   |
| 최고 출력 (ps/rpm)   | 282/6,000 | 282/6,000 | 315/6,000                      | 315/6,000                               |
| 최대 토크 (kg*m/rpm) | 35.4/5,000 | 35.4/5,000 | 40.5/5,000                     | 40.5/5,000                              |
| 연료 탱크 용량 (L)   | 77 | 77 | 77                             | 77                                      |
| 요소수 탱크 용량 (L) | - | - | -                              | -                                       |
| 공차 중량 (kg)       | 1,880(17인치 타이어)/ 1,900(18인치 타이어)/ 1,920(19인치 타이어)                                                                   | 1,950(17인치 타이어)/ 1,970(18인치 타이어)/ 1,990(19인치 타이어)                                                                   | 1,930                          | 2,000                                   |
| 연비 (km/L)          | 도심 7.7/고속 11.5/복합 9.0(17인치 타이어)/ 도심 8.1/고속 11.7/복합 9.4(18인치 타이어)/ 도심 7.9/고속 11.3/복합 9.2(19인치 타이어) | 도심 7.2/고속 11.0/복합 8.5(17인치 타이어)/ 도심 7.6/고속 10.9/복합 8.8(18인치 타이어)/ 도심 7.4/고속 10.7/복합 8.6(19인치 타이어) | 도심 7.7/고속 11.3/복합 9.0    | 도심 7.4/고속 10.5/복합 8.5             |
| Co2 배출량 (g/km)    | 198(17인치 타이어)/ 189(18인치 타이어)/ 194(19인치 타이어)                                                                         | 210(17인치 타이어)/ 203(18인치 타이어)/ 208(19인치 타이어)                                                                         | 199                            | 210                                     |

## 역대 슬로건

### 1세대(BH)
- The Dynamic Luxury (제네시스)
- ENJOY THE PERFORMANCE (제네시스 다이나믹 에디션)

### 2세대(DH)
- Human Performance (제네시스 DH)
- TIME TO HTRAC (제네시스 DH)

## 같이 보기
- 제네시스 (자동차)